# Паулистания
Паулистания (порт. Paulistânia) — муниципалитет в Бразилии, входит в штат Сан-Паулу. Составная часть мезорегиона Бауру. Входит в экономико-статистический микрорегион Бауру. Население составляет 1967 человек на 2006 год. Занимает площадь 256,553 км². Плотность населения — 7,7 чел./км².

## История
Город основан 27 декабря 1995 года. 

## Статистика
- Валовой внутренний продукт на 2003 составляет 37 473 233,00 реала (данные: Бразильский институт географии и статистики).
- Валовой внутренний продукт на душу населения на 2003 составляет 19 921,97 реала (данные: Бразильский институт географии и статистики).
- Индекс развития человеческого потенциала на 2000 составляет 0,774 (данные: Программа развития ООН).